# مژگان خدادادی

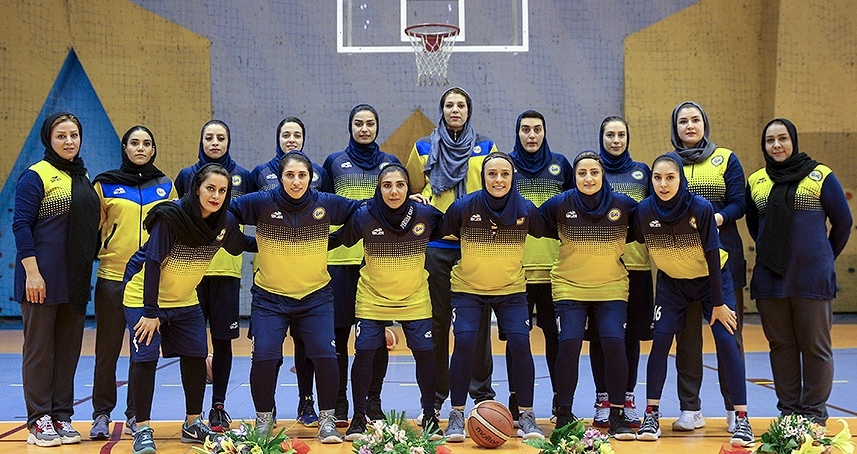
تیم بسکتبال نامی نو نایب قهرمان لیگ هفدهم، قبل از دیدار فینال مقابل دانشگاه آزاد. مژگان خدادادی نفر سوم از راست در ردیف جلو.

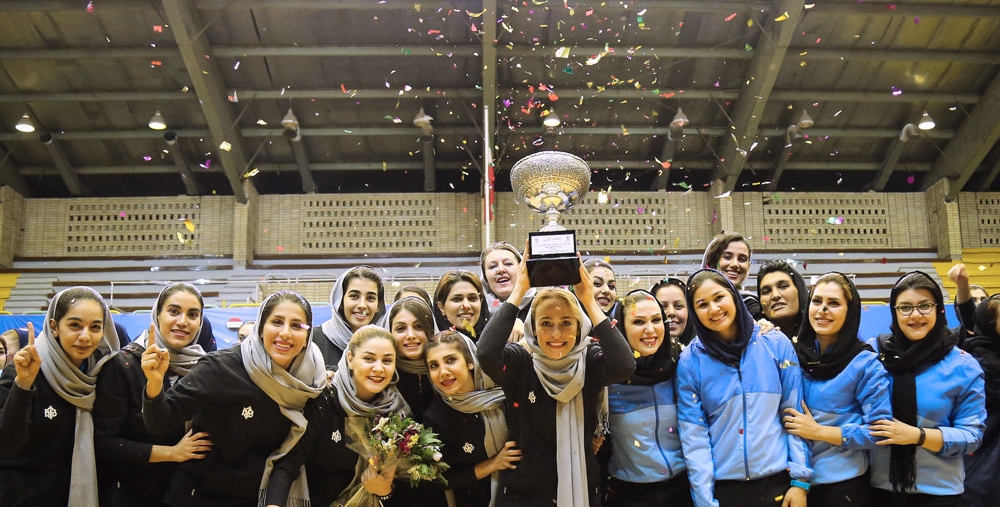
تیم پالایش نفت آبادان قهرمان لیگ ۱۳۹۶، جام قهرمانی بر دستان کاپیتان تیم مژگان خدادادی.

مژگان خدادادی (متولد ۴ اردیبهشت ۱۳۶۷) بازیکن بسکتبال ایرانی اهل قزوین است. وی از سال ۱۳۸۵ عضو تیم ملی بسکتبال ایران بوده‌است. وی عضو تیم بسکتبال ۳ نفره ایران نیز می‌باشد که در سال ۱۳۹۶ به همراه این تیم در تورنمنت قزاقستان سوم شد، و در جام جهانی بسکتبال ۳ نفره ۲۰۱۸ در فیلیپین نیز شرکت داشت.

## افتخارات
در سطح باشگاهی
- قهرمانی لیگ ۱۳۹۶ با تیم پالایش نفت آبادان، لیگ ۱۳۹۰ با تیم مهر آمین قزوین[۵]، لیگ ۱۳۹۲ با تیم کشاورز قزوین[۶][۷]
- نایب قهرمان لیگ ۱۳۹۱ با تیم ماکارونی جهان قزوین،[۸] لیگ ۱۳۹۷ با تیم نامی نو[۹][۱۰]

افتخارات فردی
- در مراسم «سبد طلایی» برترین‌های بسکتبال ایران در سال ۹۶، او در تیم منتخب لیگ ۱۳۹۶ قرار گرفت.